# アイ・スティル・ハヴント・ファウンド・ホワット・アイム・ルッキング・フォー
『アイ・スティル・ハヴント・ファウンド・ホワット・アイム・ルッキング・フォー 』(終りなき旅、I Still Haven't Found What I'm Looking For）は『ヨシュア・トゥリー（The Joshua Tree）』に収録されているU2の楽曲で、シングルリリースされた。

## 概要
「焔（ほのお）The Unforgettable Fire」のビデオで、ラリーは「ドラムに興味を持ってくれた初めての人」とダニエル・ラノワを称賛していたが、この曲はその２人のパートナーシップから生まれたもの。
セッションの初期、ラノワはラリーが「The Weather Girls」というデモ曲のために編みだしたうねるようなドラムビートに着目し、それを発展させるようにラリーを促した。エッジがアコースティック・ギターで続いてメロディと、ボブ・ディランの「Idiot Wind」という曲の「You'll find out when you reach the top you're on the bottom」という歌詞の一節にインスパイアされて「I Still Haven't Found What I'm Looking For」というタイトルを思いついた。そしてイーノの影響でゴスペルに興味を持っていたボノが、曲の方向性を決定づけた。ボノはこの曲を「休むことを知らない精神を持ったゴスペルソング」と呼んでいる。アルバム全体を象徴する曲として、レコーディングを訪れた人たちの前でしばし演奏された。
ライブの度に歌詞には少々手を加えられ、「You broke the bonds/And you loosed the chains/Carried the cross of my shame/Oh my shame （あなたは束縛を解き／鍵を外した／そして僕の恥辱の十字架を背負った）」 という一節は、現在では「You broke the bonds/And you loosed the chains/Carried the cross/Took my shame/You took the blame（あなたは束縛を解き／鍵を外した／そして十字架を背負い／僕の恥辱を持ち去り／僕への非難を持ち去った 」と歌われている。

## 収録曲
Version 1（日本盤）
1. I Still Haven't Found What I'm Looking For
2. Spanish Eyes
3. Deep In The Heart

Version 2（UK盤）
1. I Still Haven't Found What I'm Looking For
2. Spanish Eyes
3. Deep In The Heart

Version 3 CD（オーストラリア盤）
1. I Still Haven't Found What I'm Looking For
2. Spanish Eyes
3. Deep In The Heart

## PV
- 監督：バリー・デブリン
- プロデューサー：アン・ルイス・ケリー
- ロケ地：ラスベガス・ストリップ（ラスヴェガス）
- 撮影日：1987年4月12日
- リリース日：1987年5月

1987年4月12日にラスベガスで開催されたコンサートの後に、ラスベガスの２４時間営業歩行者天国・フリーモント・ストリート・エクスペリエンス撮影された。監督のバリー・デブリンはU2の北米ツアーに帯同していたが、突然のPV撮影のオファーを受けた。予算も時間も限られていたため、バンドのメンバーがフリーモント・ストリート・エクスペリエンスを散策するだけのシンプルな作品になったが、エキストラではない見物人たちの反応が素晴らしく、非常に印象深いものになった。デブリンは「彼らがこれまでに書いた中でもっとも誠実な曲を、これまで演奏した中でもっとも誠実でない街で撮影したことにより、この曲に対する皮肉な対比が生まれた」と語っている。

## Rattle and Humヴァージョン
『Rattle and Hum』にこの曲のライブヴァージョンが収録されている。
共演しているのはニューヨークの聖歌隊・New Voices Of Freedom、指揮者はヒップホップ、R&B畑で実績のあったデニス・ベルという人物である。デニスがNew Voices Of Freedomと一緒に作った「I Still Haven't Found What I'm Looking For」のデモが好評を博し、アイランド・レコードからアルバムをリリースする予定だったのだが、U2を商業利用していると難色を示したアイランドの社長・クリス・ブラックウェルが反対してボツになった。結局、デニス自ら立ち上げたインディーズ・レーベルからリリースして、批評家には好評を博したが、商業的には成功しなかった。
しかしその後、デモを気に入ったU2からニューヨークのマディソン・スクエア・ガーデンでの共演のオファーがあり、デニスはこれを快諾。ハーレムにある教会でリハーサルを行い、その様子を映画「U2/魂の叫び」を撮影中だったカメラクルーがフィルムに収めた。そしてライブは大成功を収め、感動したブラックウェルはアルバムリリースの話を再度持ちかけてきたが、デニスはこれを断った。ちなみに映画「U2/魂の叫び」では監督のフィル・ジョアノーの「より個人的な関係をフィルムに焼きつけたい」という思いから、本番ではなくリハーサルの模様が収録されている。
この後、デニスとNew Voices Of FreedomはU2の「Sweetest Thing」もレコーディングして、『3人のゴースト』のサントラに収録されている。

## アウトアピアランス
- 『ブローン・アウェイ」』（1994）-  トミー・リー・ジョーンズとジェフ・ブリッジズが出演しているIRAをテーマとした映画。劇中に酒を飲みながらトリー・ミー・ジョーンズが「I Still Haven’t Found What I’m Looking For」を歌うシーンがある。サントラ未収録。
- 『プリティ・ブライド』（1999）- リチャード・ギアとジュリア・ロバーツが出演した映画のサントラに収録。
- 『ムーラン・ルージュ』（2001）- ユアン・マクレガーとニコール・キッドマンが出演した映画。サントラにはボノ＆ギャビン・フライデーがT.Rexのカバー「Children of the Revolution」を提供している。劇中、アクトン・ベイビーという名前の路上ミュージシャンが「I Still Haven't Found What I'm Looking For」を演奏しているシーンがある。またユアン・マクレガーがElephant Love Medleyの一部で「Pride (In The Name Of Love)」の一節を口ずさむシーンがある。
- Rhythms Del Mundo Cuba (2006) - Buena Vista Social ClubsのIbrahim FerrerとOmara Portuondoが監修した欧米のポップソングとキューバ音楽をミックスさせることをテーマとしたコンピ。U2は「I Still Haven't Found What I'm Looking For (Cuban Remix)」を提供。ボノのヴォーカルの一部がサンプリングされている。
- The Best of Rock and Roll Hall of Fame + Museum Live (2010) - ロックの殿堂のセレモニーで演奏された曲を集めたコンピ。U2は「Pride (In the Name of Love) (Live from New York, NY, Mar. 14, 2005) 」と「I Still Haven't Found What I'm Looking For (Live from New York, NY, Mar. 14, 2005)」を提供。後者はブルース・スプリングスティーンとの共演。またポール・マッカートニーが1999年3月15日に演奏した「Let it Be」ではボノも一緒にステージに立っている。

## カバー
- The Crimes (1990) - UKのダンスミュージックトリオ。全英６位とヒット。
- Booker T. & The M.G.s(1994) - ファンクの大御所。『That's The Way It Should Be』収録。
- ボニー・タイラー（2003）- 「Hero」で知られるウェールズの人気歌手。『Heart Strings』収録。
- シェール（2003）- 『Live! The Farewell Tour』収録
- シェイク・ロー（2008）- 『In The Name Of Love: Africa Celebrates U2』収録。
- Disturbed（2010）- 『Asylum』収録。
- イメルダ・メイ（2017）- 『The Joshua Tree New Roots』収録。

## サンプリング
- Negativeland（1991）- ロサンゼルスの音楽実験集団が、U2に無断でこの曲をサンプリングした曲を発表。ジャケットに大きく「U2」と書いたため、U2側が訴え、発売停止にした。

## B面

### Spanish Eyes
『The Joshua Tree』の初期のセッションで、エッジ、アダム、ラリーの3人でデモを作り、一度、完成しかけたのだが、途中で録音したテープが行方不明になった。レコーディングの最後のほうでようやくエッジが見つけ、改めていい曲だと思い直して再レコーディングしたのだが、時既に遅く、B面に回った。「スペイン人のような瞳」とは、ボノの妻のアリ・ヒューソンのこと。
バリー・デヴリンが監督したPVがあるが、これはThe Joshua Treeツアーの初期の様子を撮影したOutside it's AmericaというMTVの番組で放送されたものの一部。このドキュメンタリーは『The Joshua Tree』デラックスエディションのボックスセットに収録されている。

### Deep In The Heart
ボノがCedarwood Roadの実家を思い出して、ピアノで作った曲。それにエッジとアダムで手を加えているところをバンドマネージャーのMarc Colemanが録音した。「4th of July」と似たような経過でできた曲。

## 評価

### イヤーオブ
- 1987年ホットプレス年間ベストシングル第22位[8]
- 1987年ホットプレス読者が選ぶ年間ベストアイリッシュシングル第6位[8]
- 1987年ヴィレッジ・ボイスPazz & Jopシングルリスト第18位[9]

### オールタイム
- 1995年ギタリスト・マガジンが選ぶオールタイムクラシックロックソング50第26位[10]
- 1999年「Last Night a DJ Saved My Life」が選ぶパンチのある50曲[11]
- 2004年ローリングストーンが選ぶオールタイムベストソング500第93位[12]
- 2004年Qマガジンが選ぶ持っておくべき1010曲・傑作50[13]
- 2004年ロックの殿堂・ロックを作った500曲[14]
- 2010年ローリングストーンが選ぶオールタイムベストソング500第93位[12]
- 2012年Qマガジンが選ぶベストソング1001第148位[15]